# Politique étrangère du Troisième Reich
L’avènement du nazisme marque une rupture dans la politique étrangère de l’Allemagne : en effet, autant le 30 janvier 1933 inaugure la fin de la politique de révisionnisme modéré pratiqué jusqu'alors et la mise en place d'une politique de force, conforme aux aspirations d'une grande puissance et rendue nécessaire par la structure même du régime qui se met en place à partir de 1933, autant le nouveau régime prend soin de ne pas rompre avec les pratiques héritées de la période précédente, et poursuit la politique extérieure initiée depuis 1930, comme les discussions autour du réarmement et l'égalité des droits.
Les aspirations à une grande Allemagne tombent dans la démesure. La doctrine de la supériorité de la race « aryenne » implique que l’idée d’une grande Allemagne est insuffisante pour les nazis. Il s’agit aussi d’acquérir un nouvel et immense empire constituant un « espace vital » (Lebensraum) en Europe centrale et orientale. Sa conquête permettrait en outre d’éliminer le « judéo-communisme ». Pour Adolf Hitler, l’extension à l’Est doit s’accompagner d’une alliance avec le Royaume-Uni. L’isolement de la France est recherché.

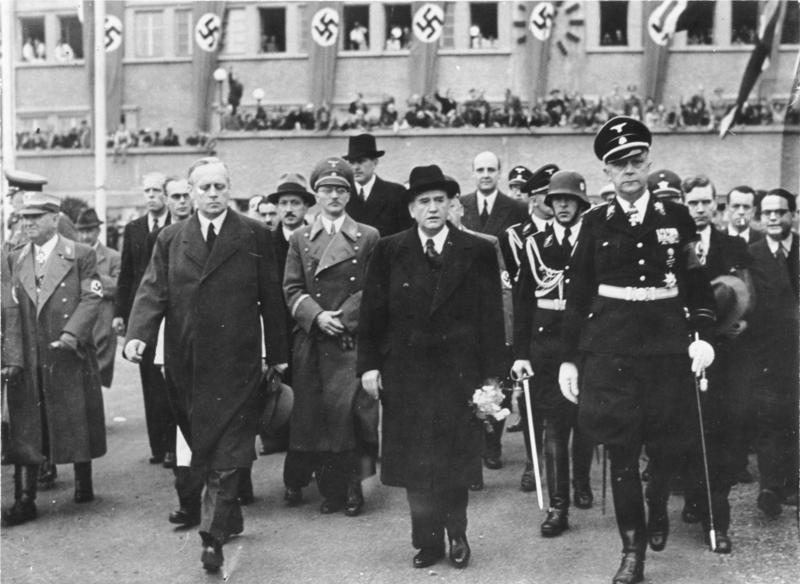
À la suite de la signature des accords de Munich, le ministre des Affaires étrangères du Reich, Ribbentrop (à gauche), raccompagne le président du Conseil français, Daladier (au centre), à l'aéroport d' pour son retour vers Paris le 30 septembre 1938. Ribbentrop fut un artisan incontournable de la diplomatie du régime.

## 1933-1936: le retour de l’Allemagne sur la scène internationale

### Les Allemands de l'étranger
Hitler a comme premier objectif de faire sauter les dernières entraves du traité de Versailles. Konstantin von Neurath, son ministre des Affaires étrangères de 1933 à 1938, est assisté de Bülow et de Hindenburg. Dans un premier temps, il négocie le statut d’égalité obtenu par Schleicher. Son but est de pouvoir réarmer l’Allemagne librement. Il fait échouer la conférence de Genève sur le désarmement en formulant des exigences excessives. En attendant de pouvoir mener librement leur politique étrangère, les nazis prennent le contrôle des organisations des Allemands de l’étranger, environ 25 millions de personnes. Il les réunit dès octobre 1933 au sein du Volksdeutscher Rat (VR) sous la direction du ministère des Affaires étrangères. À côté du ministère, d’autres instances s’occupent de politique étrangère : l’office de politique étrangère du NSDAP dirigé par Rosenberg, les services de Goebbels, et à partir de 1934 la Dienststelle de Ribbentrop qui s’occupe plus spécialement des relations avec le Royaume-Uni.

### Les premiers mois
Durant quelques mois, le nouveau régime tente de passer d'une politique de révisionnisme modéré, tel qu'il était pratiqué depuis la période Stresemann, à une politique de force. Chargés de dissiper les craintes des pays étrangers, et donc les menaces qui pourraient en découler, les diplomates et le ministre des affaires étrangères Konstantin Von Neurath restent à leur poste. De plus, les succès obtenus par ces derniers dans la période finale de la République de Weimar sont confirmés et les négociations en cours poursuivies.

Ainsi, les négociations en vue de la signature d'un concordat sont-elles poursuivies et le concordat est rapidement signé.

Plus importante, en terme symbolique, la rupture avec la SDN constitue pour le régime une occasion de faire valider par un plébiscite la nouvelle orientation de la politique extérieure du Reich: à ce moment, les fonctionnaires du ministère des Affaires étrangères, peu favorables à la SDN, appuient sans réserve cette décision.

### L'Anschluss raté de 1934
La politique autrichienne du Reich, telle qu'elle est menée à partir de 1933, souligne bien la volonté du nouveau gouvernement allemand de réaliser au plus tôt l'Anschluss. Objectif populaire sur l'ensemble de l'échiquier politique du Reich, avant et après 1933, l'Anschluss voulu par le NSDAP se présente plus comme une annexion au Reich pangermaniste que comme l'adjonction d'une Autriche forte de ses particularismes dans le cadre d'une fédération pangermaniste.
En effet, dès avant le 30 janvier 1933, le NSDAP autrichien est soutenu par le NSDAP du Reich et l'Autriche, alors en pleine dérive dictatoriale encouragée par son chancelier Dollfuss, se trouve soumise à un boycott et à des pressions politiques, qui poussent les dirigeants dans une politique de rapprochement avec l'Italie ; Dollfus, et les partis autrichiens qui le soutiennent, organisent d'ailleurs une dictature d'inspiration à la fois fasciste et cléricale, tout en massacrant les militants socialistes et communistes dans une courte guerre civile. Peu de temps après, le 25 juillet 1934, Dollfus est assassiné par un commando nazi lors d'une tentative de putsch, tenue en échec par l'envoi de 5 divisions italiennes qui entrent en Autriche par le col du Brenner.
Hitler s’en tire en niant toute participation et en désavouant les nazis autrichiens. Le 14 octobre 1934, l’Allemagne quitte la Société des Nations tout en proposant des discussions bilatérales sur la sécurité.

### La redéfinition des relations avec l'URSS
Depuis 1922, le traité de Rapallo fixe les relations entre le Reich et l'Union soviétique, politiques, économiques et militaires.
Dès septembre 1933, contre l'avis des militaires et des diplomates, les bases d'entraînement en URSS sont fermées, conséquence de la décision de Hitler de mettre fin à la coopération militaire entre les deux pays.
Dans le domaine commercial, cependant, les échanges germano-soviétiques continuent de se développer, le Reich allouant à l'URSS des crédits, remboursés sous forme de matières premières, en devises et en or : à partir de 1936, les échanges entre les deux États se réduisent, d'abord en raison de l'interdiction, ordonnée par Hitler, de la vente d'armes à l'URSS, puis à partir du mois d'avril, du non-renouvellement des crédits alloués par le Reich à l'URSS.
De plus, les soviétiques notent la persistance des projets à long terme du NSDAP, comme l'indique Karl Radek en décembre 1933, lorsqu'il souligne que Mein Kampf est réédité régulièrement sans modification des chapitres concernant la politique orientale , ou encore comme les diplomates soviétiques le signalent lorsqu'ils insistent sur la présence d'Ukrainiens et de Russes émigrés autour d'Alfred Rosenberg.

### La politique de rapprochement avec la Pologne
Le 26 janvier 1934, un pacte de non-agression de 10 ans avec la Pologne est signé, contre l'avis du ministre des Affaires étrangères allemand, sans pour autant en reconnaître les frontières. Ceci lui permet de briser l’alliance franco-polonaise et de semer le trouble quant à ses intentions en matière diplomatique.
À cet accord s'ajoute un accord commercial, conclu le 7 mars 1934, mettant un terme à la guerre commerciale entre les deux pays et en 1935 et 1936, des problèmes financiers et douaniers, en suspens depuis des années, sont résolus.
Un accord secret supplémentaire, permettant une amélioration de la présentation de chaque pays dans l'autre : ainsi, la presse allemande évoque de moins en moins souvent le sort de la minorité allemande en Pologne, mais développe en termes élogieux le rôle de la Pologne dans la guerre civile en 1920. Goebbels propose également la mise en place de relations dans le domaine culturel ; dès la mort de Pilsudski, ses mémoires sont publiés dans le Reich, avec une préface de Göring, mettant en exergue le rôle du dirigeant polonais en 1920 contre l'Armée rouge.

### Sarre et Rhénanie
Le succès sarrois vient opportunément masquer les déconvenues de l'année 1934. En effet, en janvier 1935, les Sarrois votent massivement leur rattachement à l’Allemagne, donnant ainsi au régime nazi la confirmation plébiscitaire qu'il attendait. Cette victoire améliore certes l’image des nazis à l’étranger, mais ne diminue en rien l'isolement diplomatique du Reich dans le concert européen.
La conscription est réintroduite le 16 mars 1935, en violation ouverte du traité de Versailles. Les effectifs de l’armée allemande sont portés à 550 000 hommes. En même temps, Hitler négocie avec les Britanniques. Le 18 juin 1935, un accord germano-britannique autorise l’Allemagne à se doter d’une flotte équivalente à 35 % de celle du Royaume-Uni. En fait, les Allemands cherchent à dessiner un nouveau partage du monde qui leur réserverait l’Est de l’Europe. Malgré toutes ses démarches, Hitler ne parvient pas à obtenir des Britanniques les mains libres à l’Est. Quand Neville Chamberlain devient Premier ministre, Hitler mise sur le pacifisme britannique et ne s’intéresse plus à une alliance germano-britannique.
Le 7 mars 1936, la Wehrmacht entre en Rhénanie, démilitarisée depuis le traité de Versailles. Le Royaume-Uni et la France condamnent cette action mais n’interviennent pas alors qu’Hitler avait prévu de reculer s’il rencontrait une résistance. L’inaction des démocraties conforte la volonté d’Hitler de réaliser la grande Allemagne et en protestant publiquement de son pacifisme. L’Allemagne signe aussi un pacte de non-agression avec la Russie. Elle aide militairement les partisans de Franco pendant la guerre civile en Espagne. Elle leur fournit des avions, des camions contre des minerais indispensables pour le réarmement allemand. La fin de 1936 est occupée par la formation de l’axe Berlin-Rome. La guerre d'Espagne et l’antibolchevisme rapprochent les deux régimes au départ opposés sur la question de l’Anschluss. Quand Mussolini se rend à Berlin en 1937, il reçoit un accueil grandiose sans qu’aucun accord ne soit conclu cependant. Au cours de l’année 1937, Hitler se sent assez fort pour dévoiler aux diplomates et à l’état-major de l’armée ses projets d’expansion. Devant la réticence de ceux-ci — ils sont les héritiers de la politique wilhelmienne —, Hitler nomme des fidèles nazis aux postes-clés.

### Le réarmement allemand
Le 16 mars 1935, en contravention avec les dispositions du traité de Versailles, Hitler décide d'autoriser la création d'une armée de l'air et de rendre obligatoire la conscription, ce qui ne suscite pas la création d'un front uni en Europe contre le Reich : la France et l'Italie tentent de mettre en place une action coordonnée, tandis que l'Angleterre négocie puis conclut un accord naval avec le Reich.

## La politique d’agression d’Hitler

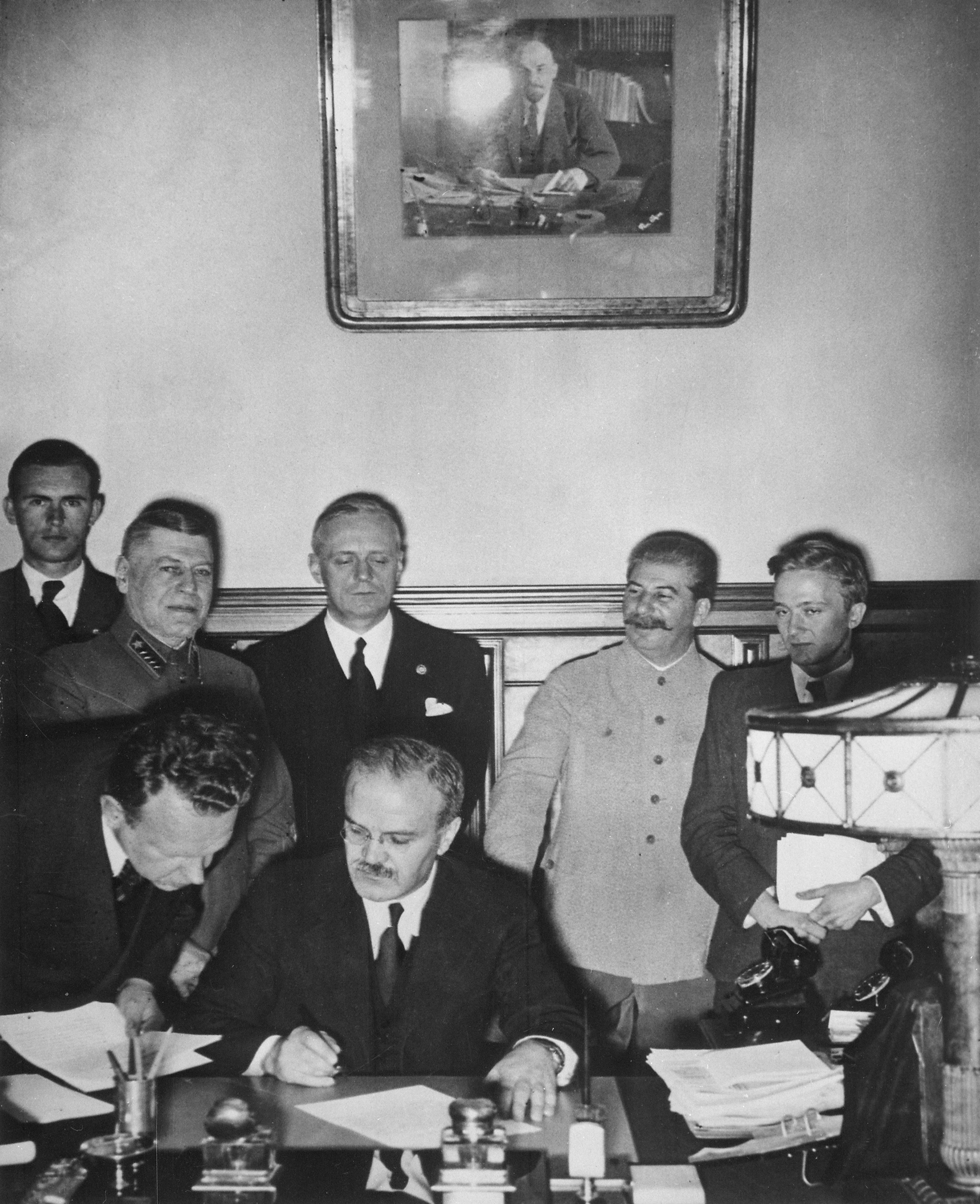
Signature du pacte germano-soviétique par Molotov. Ribbentrop et Staline sont en arrière-plan.

### Europe centrale
Entre 1938 et 1945, le poste de ministre des Affaires étrangères est occupé par Joachim von Ribbentrop. Hitler multiplie les pressions sur le chancelier autrichien Schuschnigg pour qu’il cède le pouvoir au nazi Seyss-Inquart. Sans soutien extérieur, le chancelier cède et le 1er mars 1938, Hitler entre en Autriche. Il annonce le rattachement du pays au Reich et obtient 99 % de « oui » de la part des Autrichiens au plébiscite d’avril. Après l’Anschluss de l’Autriche, Hitler, désormais convaincu de la faiblesse des démocraties occidentales, décide de se tourner vers les régions habitées par les Allemands des Sudètes qui se trouvent en Tchécoslovaquie. Il demande à Konrad Henlein, le chef des Sudètes, de déstabiliser la Tchécoslovaquie. Les Britanniques et les Français demandent à leur allié tchèque de céder devant les exigences de plus en plus excessives d’Hitler. C’est à l’occasion de la crise des Sudètes que les accords de Munich sont signés le 30 septembre 1938. Le Premier ministre britannique Neville Chamberlain, partisan d’une politique de l’apaisement, le président du Conseil français Édouard Daladier, Benito Mussolini pour l’Italie et Hitler s’accordent sans demander à la Tchécoslovaquie son avis pour céder les Sudètes à l’Allemagne. Le 15 mars 1939, l’Allemagne occupe et démembre ce qui reste de la Tchécoslovaquie. Avec l’annexion de la Bohème-Moravie, des populations non-allemandes sont pour la première fois intégrées au Reich. Le 23 mars 1939, l’armée allemande occupe la ville libre de Memel en Lituanie. Fort de ses succès, Hitler cherche à nouer des alliances pour poursuivre sa politique d'agression.

### Nouvelles alliances
L’Allemagne signe le Pacte d'acier avec l’Italie en mai 1939 et, après le début de la guerre, l’accord des Trois Puissances avec l’Italie et le Japon.

### Europe de l'Est
La frontière germano-polonaise devient alors l’objet de toutes les tensions. Dès le 24 octobre 1938, Ribbentrop propose à la Pologne un pacte de non-agression et une reconnaissance des frontières. En échange, la Pologne devrait céder Danzig et permettre la construction d’une autoroute vers la Prusse-Orientale. La Pologne refuse par crainte de froisser l’URSS. Hitler durcit alors le ton envers la Pologne. Alors que la France et le Royaume-Uni cherchent à se rapprocher de l’URSS, cette dernière fait des propositions de rapprochement à l’Allemagne nazie. Hitler confie alors qu’il est décidé à s’allier au régime communiste pour écraser les démocraties de l’Ouest de l’Europe mais qu’après, il compte bien écraser son nouvel allié. La signature du Pacte germano-soviétique, le 23 août 1939, donne à Hitler toute latitude pour attaquer la Pologne sans craindre une intervention soviétique. De plus les deux pays s’entendent, dans une clause secrète de leur Pacte, pour se partager la Pologne.
Croyant, malgré les avertissements et les manœuvres des diplomates de carrière, au rapide écrasement de la Pologne et à la non-intervention de la France et de la Grande-Bretagne, Hitler voit ses projections confirmées par son ministre qui ne lui communique que les rapports conformes à ses vues ; persuadé que la politique de bluff, qui avait profité au Reich dans la crise tchécoslovaque, pouvait encore être utilisée, le ministre, grâce aux réseaux de sa diplomatie personnelle, bloque toutes les tentatives de médiation et d’accommodement avec la Pologne et les puissances alliées.
Le 1er septembre 1939, celle-ci est envahie par la Wehrmacht. Le Royaume-Uni et la France, alliées de la Pologne, sont décidées à ne plus céder devant Hitler et déclarent la guerre à l’Allemagne les 3 et 4 septembre. La politique étrangère agressive d’Hitler aboutit au déclenchement de la Seconde Guerre mondiale.

## La Seconde Guerre mondiale

### L'ère des succès: 1939-1941

#### Les conquêtes allemandes
De septembre 1939 à novembre 1942, la politique étrangère allemande se caractérise par une expansion territoriale et l’occupation d’un grand nombre d’États européens grâce aux victoires militaires des nazis. La Pologne est rapidement soumise. Après l’invasion de la Pologne, la ville libre de Danzig, la Pologne occidentale, comprenant les provinces de Prusse occidentale, de Poznań, de Haute-Silésie et de Łódź sont annexées. La Pologne centrale et méridionale est transformée en Gouvernement général en octobre 1939.
Entre avril et juin 1940, les Allemands occupent le Danemark et la Norvège. Cette offensive est motivée par la volonté de contrôler la route de fer de Kiruna en Suède. Le 10 mai 1940, l’offensive à l’Ouest de l’armée allemande débute suivant la stratégie de la guerre éclair. Le Luxembourg capitule le jour même. Puis c’est le tour des Pays-Bas le 15 mai, de la Belgique le 28 mai. Le Luxembourg est annexé et les Pays-Bas sont placés sous la responsabilité d’un commissaire du Reich. La Belgique est quant à elle placée sous occupation militaire. Le 22 juin 1940, la France signe l’armistice avec l’Allemagne. Le Nord et la côte atlantique de la France sont occupés, tandis que le Sud, dont la côte méditerranéenne, reste sous la responsabilité du gouvernement français (de la « zone libre ») avec à sa tête le maréchal Pétain. Mais le triomphe à l’Ouest reste incomplet car le Royaume-Uni ne rend pas les armes.
En avril 1941, l’Allemagne nazie envahit la Yougoslavie et la Grèce pour venir en aide à son allié italien. La Yougoslavie est vaincue en deux semaines. Les Allemands partagent la Slovénie avec les Italiens et annexent la partie nord-est du pays. La Serbie est placée sous occupation militaire. La Grèce est divisée en deux zones d’occupation, l’une allemande et l’autre italienne, et placée sous administration militaire.

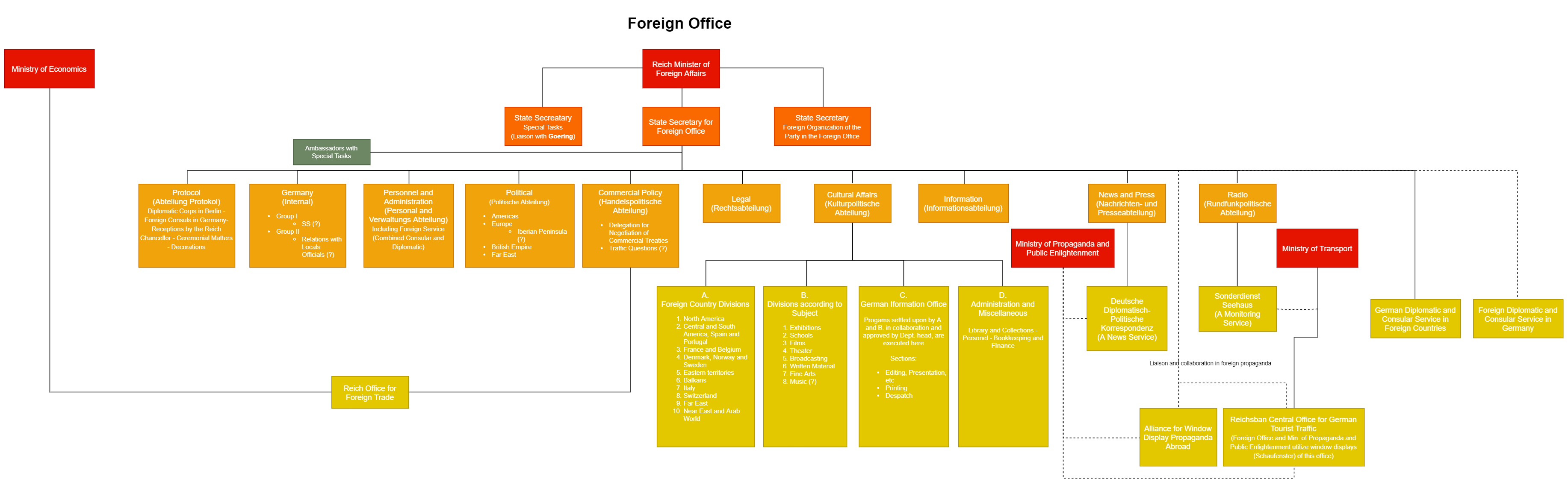
Organisation de l'Office des Affaires étrangères du Troisième Reich

#### De nombreux succès diplomatiques
Après les succès militaires du printemps 1940, qui se soldent par la mise hors-jeu de la France, le Reich mène à nouveau une politique diplomatique active : dans les Balkans, ses représentants obligent la Roumanie, après avoir encouragé la mise en place d'un gouvernement soutenant la politique du Reich à satisfaire les exigences du Reich et de ses alliés lors du second arbitrage de Vienne ; pour calmer la colère roumaine, le Reich présente au roi les cessions à l'Union soviétique comme « temporaires et réversibles ». Durant cette période, les diplomates allemands mettent en échec les revendications territoriales présentées par l'Union soviétique au nom de la Bulgarie, qui visait à attribuer toute la Dobroudja à ce pays. Cependant, les buts poursuivis par le Reich visent à exclure l'URSS de la gestion du Danube, dans laquelle elle peut prétendre jouer un rôle depuis son annexion de la Bessarabie. Une conférence à ce sujet doit se réunir rapidement, pour prendre acte des modifications induites par les termes de l'accord de juillet 1940 : le Reich tente alors de diminuer la portée du contrôle soviétique sur l'embouchure du fleuve en reportant à plus tard le problème de l'attribution des bâtiments britanniques (essentiellement des navires légers, remorqueurs, petits pétroliers et barges) stationnés sur le fleuve et de limiter les compétences de la commission danubienne.

#### Les relations avec l'Union soviétique deseptembre 1939au22 juin 1941
Au centre des relations avec l'URSS, se trouvent la question du contrôle par le Reich des pays balkaniques, traditionnellement proches de la Russie, les rivalités commerciales entre les deux pays, et les toujours possibles rapprochements italo-soviétiques.
Au mois de juin 1940, l'annexion de la Bessarabie et de la Bukovine par l'Union soviétique, motivée par la volonté de créer un glacis défensif à l'Ukraine et à la Crimée, ainsi que les revendications hongroises et bulgares, satisfaites sous la pression du Reich, contribuent à pousser davantage encore la Roumanie dans le camp allemand. Aux côtés de la Slovaquie, la Hongrie et la Bulgarie, la Roumanie adhère en novembre 1940 à l'Axe Rome-Berlin-Tokyo.
Cependant, ces alliances ne masquent pas le sentiment favorable à l'URSS, massif en Bulgarie, malgré le souhait du roi Boris, comme en témoignent l'attrait exercé par les représentants soviétiques à chaque occasion par la population bulgare.
Quant à l’Union soviétique, selon les termes du pacte de 1939, le Reich en obtient des matières premières : blé, pétrole, minerais. Mais rapidement, dès le printemps 1940, la diplomatie soviétique exige des contreparties aux livraisons au Reich : ainsi, en mars 1940, Staline exige la conclusion d'un accord commercial précis entre le Reich et l'Union soviétique, puis devant les succès militaires allemands du mois d'avril, se contente de souhaiter que le Reich reprenne ses livraisons.
Les tentatives de rapprochement entre l'Italie et l'Union soviétique, fondée sur un partage de l'Europe du Sud en zones d'influence — l'Est, les pays du pourtour de la Mer Noire, à l'URSS, l'Ouest, les pays du pourtour de l'Adriatique et la Grèce, sous influence italienne — sont remises en cause à partir du moment où le Reich commence à mener une politique active dans cette zone.
Mais dès mars 1941, Hitler confie à ses généraux son projet d’envahir l’URSS et d’y mener une guerre idéologique, c'est-à-dire une guerre d’anéantissement assortie d'un plan de recolonisation germanique des terres conquises.

### L'invasion de l'URSS et ses conséquences
Le 22 juin 1941, l’Allemagne attaque l’Union soviétique. Elle prend le contrôle des parties de la Pologne qui avaient été annexées par l’URSS en 1939 conformément au Pacte germano-soviétique. Le district de Białystok est ainsi rattaché à la Prusse orientale. Entre juillet et début décembre 1941, l’armée allemande conquiert les États baltes (Estonie, Lettonie et Lituanie), la Biélorussie, l’essentiel de l’Ukraine, et une partie du territoire russe. En décembre 1941, le siège de Léningrad commence ; les Allemands sont proches de la région de Moscou au centre, et occupent Rostov-sur-le-Don, la porte vers le Sud du Caucase. En dépit de ses importantes conquêtes, la Wehrmacht est arrêtée devant Moscou sans pouvoir la prendre, principalement en raison de la rigueur du climat qui rend les opérations militaires très difficiles face aux Russes mieux accoutumés et préparés aux conditions extrêmes : la Blitzkrieg n'a pas atteint ses objectifs et, pour la première fois, l’armée allemande n’apparaît plus comme invincible.
L’échec de la Wehrmacht à conquérir rapidement l’URSS conduit Hitler à assurer le Japon de son soutien pour toute initiative. L’Allemagne déclare donc la guerre aux États-Unis quatre jours après l'attaque de Pearl Harbor sans avoir la moindre idée de la stratégie à utiliser pour vaincre ce nouvel ennemi. Il devient alors impératif d'être rapidement victorieux à l’Est. Durant l’offensive de 1942, l’armée allemande atteint Stalingrad. L’espace allemand s’est complètement dilaté. En outre, la Wehrmacht échoue dans la bataille de Stalingrad en janvier 1943, sa première grande défaite du conflit.
Les forces allemandes sont aussi amenées à intervenir après la capitulation italienne face aux Alliés en septembre 1943. Elles envahissent l’Italie septentrionale et centrale ainsi que les territoires grecs, yougoslaves et albanais jusque-là sous contrôle italien alors qu’elles subissent de sérieux revers en URSS et ont été chassées d’Afrique du Nord. Cette politique de contrôle des anciens alliés défaillants se poursuit en 1944 : en mars 1944, la Hongrie, qui voulait sortir de l’Axe, est occupée ; en août 1944, l’armée allemande envahit la Slovaquie, après un soulèvement organisé par la résistance slovaque alors même que les troupes soviétiques sont entrées en Prusse orientale.
Le sentiment de honte et d’anéantissement qui envahit les populations allemandes à la fin de la guerre est tel que les changements politiques de 1945-49 sont vécus dans une certaine indifférence.

## Les États satellites
Dès le démembrement de la Tchécoslovaquie, apparaissent les deux premiers de ces États :
- le protectorat de Bohême-Moravie, que l'historiographie ne range pas dans cette catégorie, car, si les institutions tchécoslovaques perdurent, il est placé sous la tutelle directe d'un Reichsprotektor, ayant rang de ministre ;

- la Slovaquie, dirigée par Mgr Tiso.

En 1941, l'occupation militaire de la péninsule balkanique permet le démembrement de la Yougoslavie et la création de deux États :
- l'État indépendant de Croatie, dont le roi, jusqu'en 1943, est un prince de la maison de Savoie (Tomislav II), qui ne s'est jamais rendu dans son royaume (malgré les nombreuses sollicitations italiennes et allemandes), et le Polgavnik est Ante Pavelić ;

- la Serbie, soumise à un régime militaire collaborateur.

## Les Affaires étrangères dans la construction national-socialiste: principes et acteurs
Dès avant la mise en place du régime nazi, Hitler assigne des objectifs précis à la politique étrangère.

### Objectifs assignés à la politique étrangère dans le Reich national-socialiste
Dans Mein Kampf, Hitler expose sa vision de la politique étrangère du Reich rénové qu'il appelle de ses vœux.
Tout d'abord, la politique étrangère est présentée comme la conséquence d'une politique intérieure de mise au pas de la société : la fonction essentielle de la politique intérieure totalitaire est de donner au Reich les moyens de ses ambitions extérieures, comme il l'avait affirmé en janvier 1932 devant le club industriel de Düsseldorf. Mais la politique extérieure n'est pas seulement un but en soi du national-socialisme au pouvoir, c'est aussi un moyen de s'y maintenir : les succès remportés par les dirigeants dans le domaine de la politique étrangère sont non seulement un dérivatif à la perte des libertés, mais aussi permettent de concilier les affirmations révolutionnaires du régime avec l'exercice quotidien du pouvoir, et de réchauffer ainsi le zèle de la population en lui promettant un horizon radieux.
Arrivant avec des objectifs précis définis dans Mein Kampf et dans le Second livre, achevé en 1928, mais resté inédit à l'époque, Hitler développe à partir de 1933 devant ses intimes l'idée que les objectifs nationalistes ne doivent pas primer sur les objectifs assignés au Volk germanique dans le cadre de la lutte des races, moteur de l'histoire du monde, selon lui. Dans cette perspective, il souhaite donner au peuple allemand et à son état un territoire en adéquation avec sa population, dans un premier temps en arrondissant l'État-nation germanique par l'annexion des régions peuplées d'Allemands proches du Reich, puis par une expansion vers l'Est, en rupture selon lui avec la politique poursuivie depuis six siècles, dirigée vers le Sud et l'Ouest. 

Ces objectifs fondamentaux — l'expansion du Reich vers l'Est — ne varient plus, que ce soit en 1941, dans la dernière année du conflit, ou dans la conception de la défense rigide sur le front de l'Est à partir de l'été 1943 : les forteresses encerclées par les troupes soviétiques sont destinées à constituer les bases de la reconquête après l'échec du débarquement en France : ainsi, en septembre 1944, il s'oppose au souhait de ses généraux d'abandonner la Courlande, tremplin pour la future reconquête de l'espace vital.

### Les affaires étrangères au sein du NSDAP
Le NSDAP ne propose pas de programme politique clairement défini en matière de politique extérieure. Il rassemble en son sein plusieurs tendances : conservatrice impérialiste, autour de Franz Ritter von Epp, en faveur d'une hégémonie continentale, première étape vers l'expansion ultramarine; socialiste révolutionnaire, autour des Frères Strasser, partisans d'une alliance de tous les peuples et États victimes de la « ploutocratie occidentale », y compris la Russie bolchevique; agrarienne, autour de Walter Darré, partisan d'une colonisation agraire de l'Est. Ces tendances rendent peu lisibles les éléments programmatiques du parti, d'autant plus qu'Hitler lui-même se montre discret, même devant ses proches, sur la politique étrangère qu'il mènerait une fois au pouvoir.

Le NSDAP dispose, dès le début des années 1920, d'un embryon de service diplomatique, dirigé par Alfred Rosenberg, Reichsleiter du NSDAP, le bureau des affaires étrangères, composé de vétérans du parti.

La prise du pouvoir en 1933 aiguise les appétits et les ambitions au sein du parti. Dès le 1er avril 1933, est créé le bureau de la politique étrangère (Aussenpolitsches Amt, ou APA) au sein du NSDAP, dirigé par Alfred Rosenberg, destiné à donner une orientation spécifiquement nationale‑socialiste à la politique extérieure du Reich, mais ce bureau perd rapidement toute influence réelle, malgré l'organisation de quelques visites en Grande-Bretagne de Rosenberg et ses proches et de visites dans le Reich de sympathisants étrangers ; de plus, Rosenberg tente d'influer sur la politique extérieure du Reich par une action auprès des jeunes diplomates qu'il ambitionne de former dans une école diplomatique du parti. Cette perte de crédit de l'APA scelle le sort des ambitions ministérielles de Rosenberg, prétendant au poste de Neurath en 1934, il en aura néanmoins profité pour susciter chez Hitler un sentiment de méfiance à l'encontre des diplomates de carrière.

L'APA n'est pas la seule organisation parallèle que compte le Reich en matière de politique extérieure.

En effet, créée en 1931, l'Ausland Organisation (en abrégé, AO), dirigée par Bohle, développe une activité en direction des Allemands de l'étranger. Destinée au départ à regrouper les militants et sympathisants nazis habitant hors du Reich, elle se voit confier en 1933 des missions à la hauteur de ses ambitions : propagande à destination des Allemands de l'étranger, mise au pas, sur le modèle de ce qui se passe dans le Reich à la même époque, espionnage des diplomates allemands. En croissance constante, son importance est consacrée par un décret du Führer qui l'intègre au ministère des Affaires étrangères, tout en lui permettant de conserver dans les faits une totale indépendance à l'égard du ministre : comme organisation du parti, l'AO dépendait en effet de Hess et non de Konstantin von Neurath ; de plus, l'AO exerce une surveillance constante sur le ministre, ses fonctionnaires et les diplomates en poste à Berlin ou à l'étranger. Active en Autriche, en Espagne, l'AO jouit également d'une réputation, largement usurpée, de redoutable efficacité, même si l'intervention du Reich dans la guerre civile espagnole est largement son œuvre.

Appuyé sur ces organisations, le parti tente de mener une politique étrangère à base raciale conforme aux idéaux nazis. Ainsi, il se veut le promoteur de partis nationaux-socialistes dans les régions ou les pays peuplés de germanophones, à Danzig, en Sarre, en Autriche ou encore à Memel. À Danzig, largement soutenu par le NSDAP du Reich, Albert Forster, Gauleiter du parti pour la ville libre, obtient 51 % des voix au Volkstag de la ville libre et met en place un gouvernement national-socialiste. En Sarre, soumise à référendum en 1935, le NSDAP se contente d'adhérer au Front allemand, partisan du rattachement au Reich et contrôlé jusqu'en 1935 par les catholiques.

### Le Bureau Ribbentrop
À partir de la relative disgrâce de Rosenberg, la Bureau Ribbentrop (de), du nom de son fondateur Joachim von Ribbentrop, prend son essor. Ce service est rattaché aux équipes de Rudolf Hess et son financement est assuré par une subvention de 20 000 RM, allouée par la Adolf Hitler Spende, au départ une institution charitable fondée par le NSDAP. Ribbentrop, partisan d'un arrangement avec le Royaume-Uni et nommé ambassadeur à Londres en 1935, apparaît comme un successeur probable de Neurath, après le succès de l'accord naval avec le Royaume-Uni et surtout après l'absence de réaction coordonnée des autres puissances européennes lors de l'annonce du réarmement allemand. Lié directement à Hitler, qu'il suit partout, il impressionne ce dernier par sa maîtrise des langues étrangères et ses relations mondaines. Peuplé d’éléments disparates, caractérisés par leur amateurisme, et pour certains par leur nom prestigieux, recrutant parmi les amis et les protégés de Ribbentrop des aventuriers, des hommes d'affaires, des membres du parti, le bureau Ribbentrop, « entreprise para-diplomatique » composée de 300 personnes en 1937 (ils n'étaient que 15 en 1933) mène une diplomatie parallèle qui répugne aux diplomates de carrière, mais lui permet, après accord exprès de Hitler, d'avoir accès à presque tous les documents diplomatiques. Misant sur des désaccords croissants entre Hitler et le ministère, il inaugure à partir de 1936, en tant qu'ambassadeur extraordinaire, une nouvelle approche de la politique étrangère nazie : il propose aux États voisins du Reich de privilégier des accords bilatéraux au détriment des accords internationaux, les faisant renoncer de fait à la garantie internationale en cas de conflit.

### Hitler, un acteur important dans la gestion des affaires étrangères
Au sein de la structure institutionnelle du IIIe Reich, Hitler, chancelier et président du Reich, exerce une influence grandissante sur la politique étrangère du Reich au fil des années.

Dans les premiers mois du régime (jusqu'en 1934), la dégradation de l'image du Reich à l'étranger, causée par l'émigration d'opposants et de Juifs ainsi que les violences et pressions contre les Juifs et les opposants restés dans le Reich, poussent Hitler à multiplier les prises de paroles rassurantes dans la presse étrangère. Lors de sa nomination, Hitler avait dû accepter de laisser le domaine de la politique étrangère aux conservateurs, tout en laissant se développer, ou en initiant, les premières incursions brouillonnes du NSDAP dans ce domaine.

Mais, s’il consulte régulièrement jusqu'en 1936 son ministre, Hitler prend seul toutes les décisions et, à partir de ce moment, Neurath assiste de moins en moins souvent aux rencontres avec des dignitaires étrangers. À partir de 1936-1937, le ministre et ses conseillers ne sont plus régulièrement sollicités par le chancelier, qui tient de moins en moins compte de leurs avis.

### Le ministère des Affaires étrangères durant la période
Alors que la révolution de 1918 l'avait à peine entamé, l'arrivée au pouvoir de Hitler a des conséquences importantes sur le ministère des Affaires étrangères. Bastion des conservateurs, il est composé pendant la période républicaine de personnels qui pour la plupart ont commencé leur carrière avant le début de la Grande Guerre.

#### 1933-1938: La période Neurath
Soucieux de se concilier les membres de ce ministère, le pouvoir nazi adopte une politique conciliatrice, voire déférente à son égard : alors qu'en août 1933, le ministère se plaint du caractère irrégulier des invitations de ses cadres à des manifestations du NSDAP, il est décidé de centraliser au sein d'une cellule du parti les invitations; de même, lors de l'organisation des funérailles de Hindenburg et de manière plus générale, il est décidé de la place des représentants du corps diplomatique et des diplomates allemands. De même, les équipes de Neurath restent identiques, et le seul nazi nommé dans ce ministère à un poste de responsabilité est rapidement évincé, alors que les membres du parti sont écartés des postes importants à l'étranger.

Cependant, si Neurath, ministre des Affaires étrangères sans discontinuer depuis la constitution du cabinet Papen en juin 1932, reste en place, le ministère ne coordonne plus la politique étrangère du Reich et doit tenir compte de la politique de noyautage de ses compétences par divers organes partisans : ainsi, les visites de dignitaires étrangers en dehors de Berlin sont du ressort du parti, le Gauleiter étant officiellement avisé. 

De plus, d'autres acteurs s'affirment pour remettre en cause le monopole du ministère : institutionnels (ministères économiques et financiers, ministère de la Reichswehr puis de la Guerre, ministère de la Propagande, Reichsbank) ou partisans (Aussenpolitisches Amt de Rosenberg, Dienststelle de Ribbentrop, Auslandsorganisation, destinée à la propagande pour les Allemands de l'étranger) et à partir de 1937 le bureau chargé des Allemands d'Europe, lié à la SS. Dans le même temps, le chancelier multiplie les missions spéciales, souvent confiées à des proches ou à Ribbentrop.

Confiné de plus en plus au rang d'appareil technique, selon le mot même du secrétaire d'État aux affaires étrangères, tenu à l'écart, surveillé par le parti, le ministère voit ses prérogatives rognées par les initiatives prises à son insu, mais les diplomates laissent souvent faire au nom de la politique de démantèlement systématique du système diplomatique hérité des traités de paix de 1919-1920.

#### 1938-1945: L'ère Ribbentrop
L'arrivée de Ribbentrop, proche de Hitler, au poste de ministre des Affaires étrangères constitue l'aboutissement de plusieurs logiques au sein des évolutions politiques du IIIe Reich.

Tout d'abord, Ribbentrop est un proche de Hitler sans être un vétéran du parti. En effet, homme d'affaires, il a ouvert à Hitler les milieux économiques allemands et étrangers par sa maîtrise des langues étrangères, il a organisé un bureau de recherches relatives aux affaires étrangères : proche du NSDAP, ce bureau regroupait des journalistes en poste à l'étranger, des universitaires et des intellectuels völkisch versés dans le domaine des relations internationales ; dévoré d'ambition, en 1937 il propose à Hitler un projet de réorganisation du ministère des affaires étrangères sur le modèle d'un état-major militaire. 

Ensuite, sa nomination en 1938 entérine une redéfinition des attributions du ministère qui croît en influence et en compétences, approuvée dans un premier temps par les cadres du ministère, mais ce surcroit d'influence entraîne de nombreuses mutations et signifie l'arrivée de toute une clientèle de fidèles du nouveau ministre qui dirige rapidement une administration à ses ordres, recrutés parmi ses anciens collaborateurs. À cette administration, il n'exige pas, comme son prédécesseur, une analyse de la situation internationale mais, en vertu du Führerprinzip, une obéissance aveugle à Hitler « qui a toujours raison » et à son représentant, le ministre : il aurait ainsi ordonné au printemps 1939 de fusiller tout diplomate qui aurait douté de la rapidité de la défaite polonaise et de la non-intervention britannique.

En vertu du Führerprinzip, qui s'applique également dans le ministère, le ministre mène aussi une diplomatie personnelle, parallèle à celle menée par les diplomates, conforme aux souhaits de Hitler qui, grâce à son ministre, ne prend connaissance que des rapports confirmant sa vision des choses.
De même, il permet à un certain nombre de membres du parti, intéressés par les relations internationales, de faire leur entrée au sein de son ministère : ces nazis convaincus, Keppler et Veesenmeyer par exemple, sont utilisés pour déstabiliser des régimes voisins, surveiller des États alliés (satellites dans les faits) ou réchauffer l'enthousiasme d'alliés défaillants. Mais ce ne sont pas les seuls vétérans du parti à accéder à des postes à responsabilités au sein de la diplomatie allemande : en effet, avec le développement des alliances et des États satellites, un certain nombre de responsables SA, non éliminés en 1934, sont nommés ambassadeurs en Hongrie, en Croatie, en Roumanie, ce qui suscite des rancœurs chez les diplomates de carrière.

### Documentaire
- Pierre-Olivier François (réalisateur) et Jean-Marc Dreyfus (historien), Secrets d'ambassades, Berlin 1933-1939, France 5, 2021.